# Słomka (województwo małopolskie)
Słomka – wieś w Polsce położona w województwie małopolskim, w powiecie bocheńskim, w gminie Bochnia. Znajduje się na Podgórzu Bocheńskim, na prawym brzegu rzeki Raby.
W latach 1975–1998 miejscowość administracyjnie należała do województwa tarnowskiego.
W Słomce urodził się Władysław Tarada (1893–1919), porucznik piechoty Wojska Polskiego, działacz niepodległościowy, kawaler Orderu Virtuti Militari.